# Decameron
Il Decameron, o Decamerone (parola composta dal greco antico: δέκα?, déka, "dieci" e ἡμερῶν, hēmerôn, genitivo plurale di ἡμέρα, hēméra, "giorno", letteralmente "di dieci giorni", nel senso di "[opera] di dieci giorni"), è una raccolta di cento novelle scritta da Giovanni Boccaccio nel XIV secolo, probabilmente tra il 1349 (anno successivo all'epidemia di peste nera in Europa) e il 1351 (secondo la tesi di Vittore Branca) o il 1353 (secondo la tesi di Giuseppe Billanovich).
È considerata una delle opere più importanti della letteratura del Trecento europeo, durante il quale esercitò una vasta influenza sulle opere di altri autori (si pensi a I racconti di Canterbury di Geoffrey Chaucer, opera con una struttura e una cornice narrativa del tutto simili), oltre che la capostipite della letteratura in prosa in volgare italiano. Boccaccio nel Decameron raffigura l'intera società del tempo, integrando l'ideale di vita aristocratico, basato sull'amor cortese, la magnanimità e la liberalità coi valori della mercatura: l'intelligenza, l'intraprendenza, l'astuzia.
Il libro narra di un gruppo di giovani che per dieci giorni si trattengono fuori da Firenze, spostandosi in una villa sulle colline del fiorentino, per sfuggire alla peste nera che imperversa nella città, e che a turno si raccontano delle novelle di taglio spesso umoristico e con frequenti richiami all'erotismo bucolico del tempo. Per quest'ultimo aspetto il libro fu tacciato d'immoralità o di scandalo e fu in molte epoche censurato o comunque non adeguatamente considerato nella storia della letteratura. Il Decameron fu anche ripreso in versione cinematografica da diversi registi, tra cui Pier Paolo Pasolini e i fratelli Taviani.

## Descrizione

### Il titolo
Decameron è un termine che deriva dal greco, che letteralmente significa "di dieci giorni". Il titolo è un rimando all'Exameron ("di sei giorni") di Sant'Ambrogio, una riformulazione in versi del racconto biblico della Genesi. Il titolo in greco è anche sintomo dell'entusiastica riscoperta dei classici della commedia e della tragedia ellenica, non filtrati in latino prima dalla Roma imperiale e poi da quella cristiana. L'intenzione di Boccaccio è costruire un'analogia tra la propria opera e quella di Sant'Ambrogio: come il santo narra la creazione del mondo e dell'umanità, allo stesso modo il Decameron narra la ri-creazione dell'umanità, che avviene per mezzo dei dieci protagonisti e del loro novellare, in seguito al flagello della peste abbattutasi a Firenze nel 1348.
A mano a mano che si susseguono i racconti dei protagonisti, tramite essi vengono ricostruiti l'immagine, le strutture relazionali e i valori dell'umanità e della società che altrimenti sarebbero perduti, dal momento che la città è sotto l'effetto distruttivo e paralizzante della peste. Si tratta di una metafora importante, in quanto esprime la concezione preumanistica di Boccaccio nella quale le humanae litterae (qui rappresentate dalle cento novelle) hanno la facoltà di rifondare un mondo distrutto e corrotto. In particolare, è notevole la capacità del Boccaccio di passare senza soluzione di continuità dal sublime al triviale e viceversa, pur mantenendo costante la sua estrema avversione rispetto alle aberrazioni e ai soprusi.
L'intitolazione del Decameron nell'apografo di Francesco Mannelli (Codice Laurenziano Pluteo XLII 1), datato 13 agosto 1384, è la seguente:
(Decameron, p. 1)
Con la frase "cognominata (ossia sottotitolata) Prencipe Galeotto", si fa riferimento a un personaggio, Galeuth o Galehaut, del ciclo bretone del romanzo cortese che fece da intermediario d'amore tra Lancillotto e Ginevra. "Galeotto" inoltre riecheggia un famoso verso, riferito allo stesso personaggio, del V canto dell'Inferno di Dante Alighieri, Galeotto fu 'l libro e chi lo scrisse, verso con cui Francesca termina il suo racconto.
A margine va annotato che il tempo effettivo trascorso fuori città dai giovani è di quattordici giorni, poiché il venerdì è dedicato alla preghiera e il sabato alla cura personale delle donne.

### La struttura narrativa

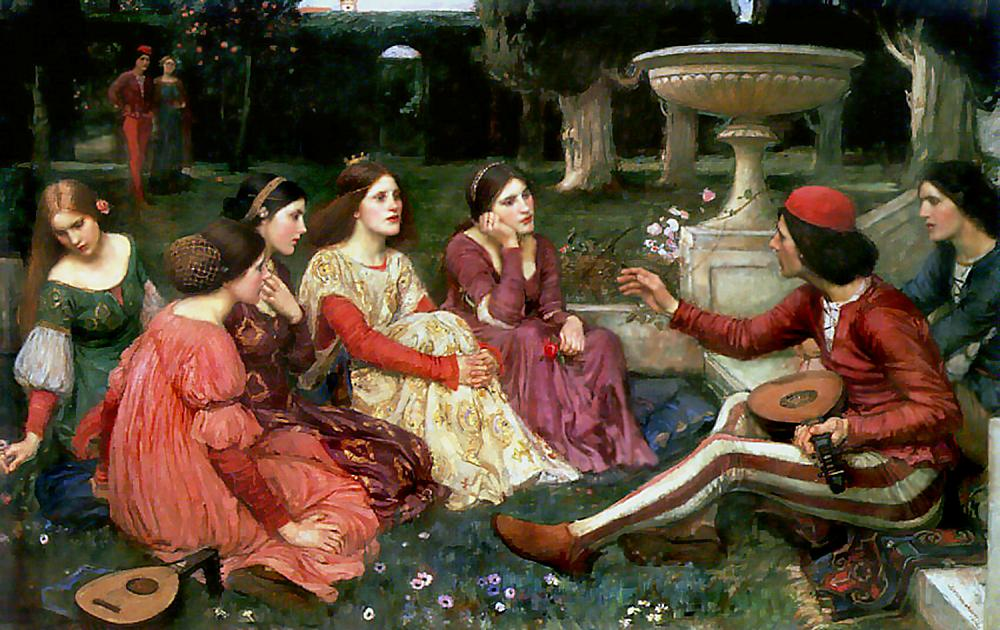
I giovani novellatori del Decameron in un dipinto di John William Waterhouse, A Tale from Decameron, 1916, Lady Lever Art Gallery, Liverpool

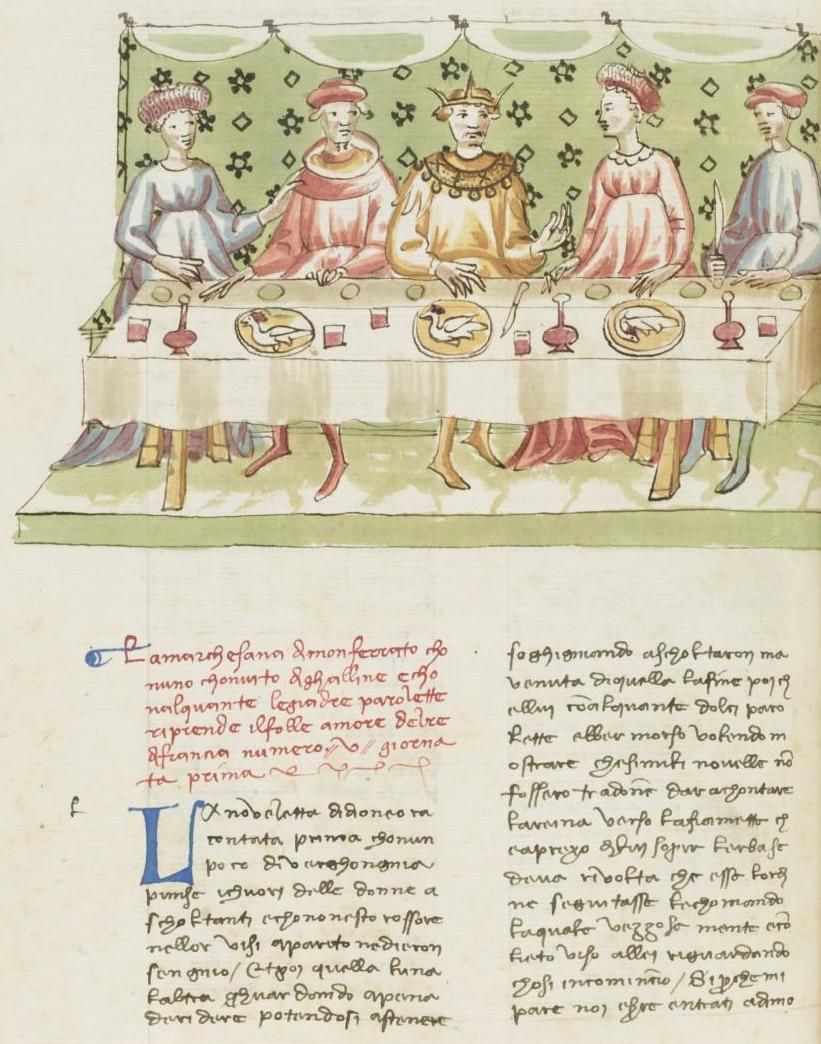
Miniatura che illustra la Quinta novella della Prima giornata, sulla Marchesana di Monferrato: c. 22v di un manoscritto italiano del Decameron del XV secolo, conservato nella Biblioteca nazionale di Francia, segnatura MS Italien 63.

All'interno del Decameron, Boccaccio racconta di una brigata di dieci giovani amici, sette ragazze e tre ragazzi, tutti di elevata condizione sociale, i quali, durante il periodo in cui la peste devasta Firenze (1348), decidono di cercare una possibilità di fuga dal contagio spostandosi in campagna. Qui i dieci personaggi trascorrono il tempo secondo precise regole, tra canti, balli e giochi. Notevole importanza, come vedremo dopo, assumono anche le preghiere.
Per occupare le prime ore pomeridiane, i giovani decidono di raccontare quotidianamente una novella ciascuno, tranne il venerdì e il sabato, seguendo un preciso regolamento: ogni giorno, a turno, viene eletto un re o una regina, che fissa il tema della giornata, al quale tutti dovranno ispirarsi nei loro racconti. Al solo Dioneo, per la sua giovane età, è concesso di non rispettare il tema stabilito, tuttavia dovrà novellare sempre per ultimo ("privilegio di Dioneo"). Inoltre, la prima e la nona giornata hanno un tema libero per tutti.
Si sono date molteplici interpretazioni dei singolari nomi attribuiti ai narratori, in gran parte riecheggianti etimologie greche:
1. Dioneo ("lussurioso", da Dione, madre di Venere; spurcissimus dyoneus si definiva Boccaccio in una lettera giovanile);
2. Filostrato ("vinto d'amore");
3. Panfilo (il "Tutto Amore", che infatti racconterà spesso novelle ad alto contenuto erotico);
4. Elissa (l'altro nome di Didone, la regina dell'Eneide di Virgilio, rappresenta l'amore tragico);
5. Emilia, "l'orgogliosa della sua bellezza";
6. Fiammetta (la donna amata da Boccaccio; la fanciulla che arde d'amore come una fiamma);
7. Filomena ("amante del canto" oppure "colei che è amata");
8. Lauretta (come Laura de Noves, la donna simbolo di Petrarca, il cui nome viene da alloro, la pianta simbolo della gloria);
9. Neìfile ("nuova amante");
10. Pampinea ("la rigogliosa").

Pampinea, Filomena ed Elissa sono coloro che all’interno dell’opera spiccano per il loro senso di iniziativa.
- Pampinea, il cui nome vuol dire “la rigogliosa”, è un personaggio già presente nella Commedia delle ninfe fiorentine, opera giovanile di Boccaccio. Nel Decameron Pampinea rappresenta l’immagine di una donna nuova, indipendente, è lei che propone alle sue amiche di fuggire dalla città, ed è sempre lei che suggerisce ai tre ragazzi di fare da accompagnatori. Giunti sulle colline di Fiesole, Pampinea viene nominata regina dalla brigata e assegna ad ognuno dei compiti per mantenere ordine ed equilibrio all’interno del gruppo; è sempre lei che propone di raccontare ogni giorno delle novelle, nominando un re o una regina che devono decidere il tema della giornata. Le novelle raccontate da Pampinea riportano temi cari a Boccaccio quale quello della fortuna, dell’amore e della furbizia. Considerevole è la premessa alla decima novella della prima giornata, in cui Boccaccio per bocca di Pampinea sostiene che il motto, essendo breve, è più adatto alle donne, anche se solo poche sono in grado di comprenderlo perché la maggior parte di queste impiegano parte del tempo alla cura del corpo e parlano poco giustificando il loro silenzio con la purezza d’animo.
- Filomena, il cui nome vuol dire “l’amante del canto”, è colei a cui viene dedicato il Filostrato. Le sue parole vanno a correggere il discorso iniziale di Pampinea poiché lei è consapevole che una donna ha bisogno della presenza di un uomo al suo fianco, in quanto le donne sono esseri troppo fragili. A lei si deve la scelta di un tema fisso per ogni giornata che funge da filo conduttore per tutte le novelle. Tra le novelle raccontate da Filomena spiccano maggiormente quelle in cui la vita della donna è determinata dalle scelte dell’uomo, una delle più famose è la novella di Lisabetta da Messina.
- Il nome Elissa rimanda alla Didone presente nell’Eneide virgiliana; non è un caso che Elissa narra la quarta novella della quarta giornata accennando al quarto libro dell’Eneide in cui si racconta la vicenda di Didone abbandonata; tra le due però non emerge alcuna affinità. Elissa, nell’introduzione, prende parola subito dopo l’intervento di Filomena e chiarisce che la donna non è libera di prendere alcuna decisione senza la presenza di un uomo. E’ anche colei che con fermezza rimprovera Dioneo alla fine della quinta giornata per impedirgli di introdurre temi osceni nella ballata. In tutte le novelle raccontate da Elissa non vengono mai usati temi osceni, ma al centro dei suoi racconti c’è l’immagine di una donna adultera che utilizza l’ingegno per paura di essere scoperta dal marito ma anche il tema del matrimonio che viene ostacolato da uno dei genitori per motivi sociali. Rilevante è il ruolo che svolge nella conclusione alla sesta giornata poiché è Elissa stessa che conduce le sole donne nella così detta “Valle delle Donne”; la valle è un luogo idilliaco circondato da montagne, fiumi e piccoli laghi; le donne approfittando del caldo decidono di fare un bagno in quelle acque cristalline. Molti studiosi hanno riflettuto sull’attribuzione del luogo alle donne: l’immersione nelle acque può essere visto come atto di purificazione dalla peste o dall’inganno commesso nei confronti degli uomini poiché le donne si sono recate sole nella valle; non è un caso che l’inganno diventa poi il tema centrale delle novelle della settima giornata.

Neifile, Emilia, Fiammetta e Lauretta sono parte della brigata ma non svolgono un ruolo attivo, non intervengono mai nelle scelte, tantomeno hanno spirito d’iniziativa, perciò possono essere considerate figure di contorno.
- Neifile, il cui nome significa “la nuova innamorata”, è un rimando al Dolce Stilnovo; una delle caratteristiche principali di questo personaggio è la timidezza. Nell’introduzione arrossisce quando Pampinea propone ai giovani ragazzi di unirsi a loro e nuovamente si intimidisce quando le viene affidato il ruolo di regina della terza giornata. La sua voce si fa sentire quando propone alla brigata di non raccontare novelle il venerdì perché è il giorno della passione di Cristo, e il sabato perché in quel giorno le donne si dedicano alla cura del corpo.
- Emilia, il cui nome vuol dire “la lusinghiera”, come Neifile è una donna molto timida, ha pochissimo rilievo all’interno della brigata. E’ la reginetta della nona giornata e sceglie di non dare alcun tema.
- Fiammetta, il cui nome allude alla fiamma, ovvero all’ardore della giovane, è la musa ispiratrice di Boccaccio, la donna di cui pare fosse innamorato negli anni della sua giovinezza a Napoli. E’ uno dei nomi più utilizzati nelle opere di Boccaccio, compare nel Filoloco, nel Teseide, nell’Elegia di Madonna Fiammetta, nella Commedia delle Ninfe Fiorentine e nelle Rime. Nel Decameron è la regina della quinta giornata; non è casuale il fatto che Fiammetta ricopra in tutte le opere la quinta posizione, questa è un’allusione a Maria, musa di Boccaccio, il cui nome è composto da cinque lettere. L’argomento centrale nelle novelle raccontate da Fiammetta è l’amore, tragico e felice ma anche il tradimento, presente nella sesta novella della terza giornata, che avviene da parte di una donna sposata.
- Lauretta, il cui nome è un chiaro riferimento alla musa di Petrarca, è una figura che spicca poco all’interno del gruppo. E’ la regina dell’ottava giornata e si ricollega al tema scelto da Dioneo il giorno precedente; quest’ultimo aveva scelto le beffe che gli uomini fanno alle donne, lei invece sceglie come tema le beffe che uomini e donne si fanno reciprocamente. Ricorrente nelle novelle di Lauretta è il tema legato all’avarizia, alla gelosia e all'ira.

Nel Decameron le cento novelle, pur avendo spesso in comune i temi, sono diversissime l'una dall'altra, poiché l'autore ha voluto rappresentare la vita di tutti i giorni nella sua grande varietà di tipi umani, di atteggiamenti morali e psicologici e di virtù e vizi; ne deriva che il Decameron offre una straordinaria panoramica della civiltà del Trecento: in quest'epoca l'uomo borghese cercava di creare un rapporto fra l'armonia, la realtà del profitto e gli ideali della nobiltà cavalleresca ormai finita.
Come scritto nella conclusione dell'opera, i temi sono essenzialmente due. In primo luogo, infatti, l'autore voleva mostrare ai fiorentini che, se si ha il giusto spirito, è possibile rialzarsi da qualunque disgrazia si venga colpiti, proprio come fanno i dieci giovani nei confronti della peste che si abbatte in quel periodo sulla città. Il secondo tema, invece, è legato al rispetto e ai riguardi di Boccaccio nei confronti delle donne: egli infatti scrive che quest'opera è dedicata a loro, visto che le donne, a quel tempo, erano le persone che leggevano maggiormente e avevano più tempo per dedicarsi alla lettura delle sue opere.
Riguardo alla struttura complessiva dell'opera, sono state formulate numerose interpretazioni. Tra queste segnaliamo quella del filologo Vittore Branca, che ipotizzò una struttura ascensionale dell'opera, in cui vengono contrapposti l'esempio negativo fornito da ser Ciappelletto, protagonista della prima novella della prima giornata, con quello positivo fornito da Griselda, personaggio dell'ultima novella dell'opera (e in generale dai protagonisti di tutta la decima giornata, in cui i temi assegnati sono la liberalità e la magnanimità). Altri italianisti, quali Alberto Asor Rosa, hanno ipotizzato una strutturazione del Decameron per "grappoli tematici", formati da più giornate caratterizzate da tematiche simili. Infine, il critico Ferdinando Neri tentò di dividere l'opera in due parti di cinque giornate ciascuna, cui la Prima e la Sesta giornata fungono da introduzione.

### Il proemio

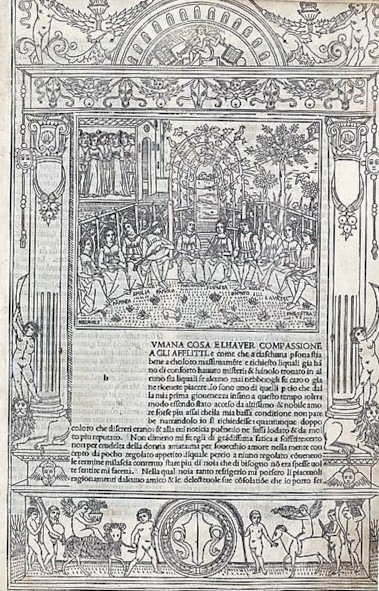
Decameron, 1492. Proemio: Umana cosa elhaver compassione a gli afflitti. e come che a ciaschuna persona stia bene a choloro massimamente e richiesto liquali gia hanno di conforto havuto misteri: & hanolo trovato in alcuno fra liquali se alcuno mai nebbe:ogli fu caro o gia ne ricevete piacere. Io sono uno di quelli per cio..

Il proemio al libro delinea i motivi della stesura dell'opera. Boccaccio afferma che il libro è dedicato a coloro che sono afflitti da pene d'amore, allo scopo di dilettarli con piacevoli racconti e dare loro utili consigli. L'autore specifica poi che l'opera è rivolta in particolare a un pubblico di donne, e più precisamente a quelle che amano. Il destinatario dell'opera è la borghesia cittadina, che si contrappone all'istituto della corte, sviluppatosi soprattutto in Francia. Dunque la novella, essendo caratterizzata da uno stile semplice, breve e immediato, tende a interfacciarsi col nuovo ceto sociale, la borghesia laica, benestante e acculturata di cui Boccaccio è espressione.
Sempre nel proemio, Boccaccio racconta di rivolgersi alle donne per rimediare al peccato della Fortuna: le donne possono trovare poche distrazioni dalle pene d'amore rispetto agli uomini. Alle donne, infatti, a causa delle usanze del tempo, erano preclusi certi svaghi che agli uomini erano concessi, come la caccia, il gioco o il commerciare, tutte attività che possono occupare l'esistenza dell'uomo. Quindi nelle novelle le donne potranno trovare diletto e utili soluzioni che allevieranno le loro sofferenze.
Sin dal proemio, il tema dell'amore mostra la propria importanza: in effetti gran parte delle novelle tocca questa tematica, che assume anche forme licenziose e che susciterà reazioni negative da parte di un pubblico retrivo; per questo motivo Boccaccio, nell'introduzione alla IV giornata e nella conclusione all'opera, rivendicherà il suo diritto a una letteratura libera e ispirata a una concezione naturalistica dell'Eros (significativo in questo senso il cosiddetto "apologo delle papere", inizio della IV giornata).

### La cornice

Antonio Simonazzi, I novellieri del Decamerone, 1863, Museo Civico di Modena

L'uso della cornice narrativa in cui inserire le novelle è di origine indiana. Tale struttura passò poi nella letteratura araba e in Occidente. La cornice è costituita da tutto ciò che non fa parte dello sviluppo delle novelle: si tratta della Firenze contaminata dalla peste, dove un gruppo di sette ragazze e tre ragazzi di elevata condizione sociale decide di ritirarsi in campagna per trovare scampo dal contagio. È per questo che Boccaccio all'inizio dell'opera fa una lunga e dettagliata descrizione della malattia che colpì Firenze nel 1348 (ispirata quasi interamente a conoscenze personali ma anche all'Historia Langobardorum di Paolo Diacono); oltre a decimare la popolazione, l'epidemia distrusse tutte quelle norme sociali e quegli usi e quei costumi che gli erano cari.
Al contrario, i giovani creano una sorta di realtà parallela quasi perfetta per dimostrare come l'uomo, grazie all'aiuto delle proprie forze e della propria intelligenza, sia in grado di dare un ordine alle cose, che poi sarà uno dei temi fondamentali dell'Umanesimo. In contrapposizione al mondo uniforme di questi giovani si pongono poi le novelle, che hanno vita autonoma: la realtà descritta è soprattutto quella mercantile e borghese; viene rappresentata l'eterogeneità del mondo e la nostalgia verso quei valori cortesi che via via stanno per essere distrutti per sempre; i protagonisti sono moltissimi, ma hanno tutti in comune la determinazione di volersi realizzare per mezzo delle proprie forze. Tutto ciò fa del Decameron un'opera unica, poiché non si tratta di una semplice raccolta di novelle: queste ultime sono tutte collegate fra di loro attraverso la cornice narrativa, formando una sorta di romanzo.

## Caratteristiche

### Temi delDecameron
La concezione della vita morale nel Decameron si basa sul contrasto tra Fortuna e Natura, le due ministre del mondo (VI, 2, 6).

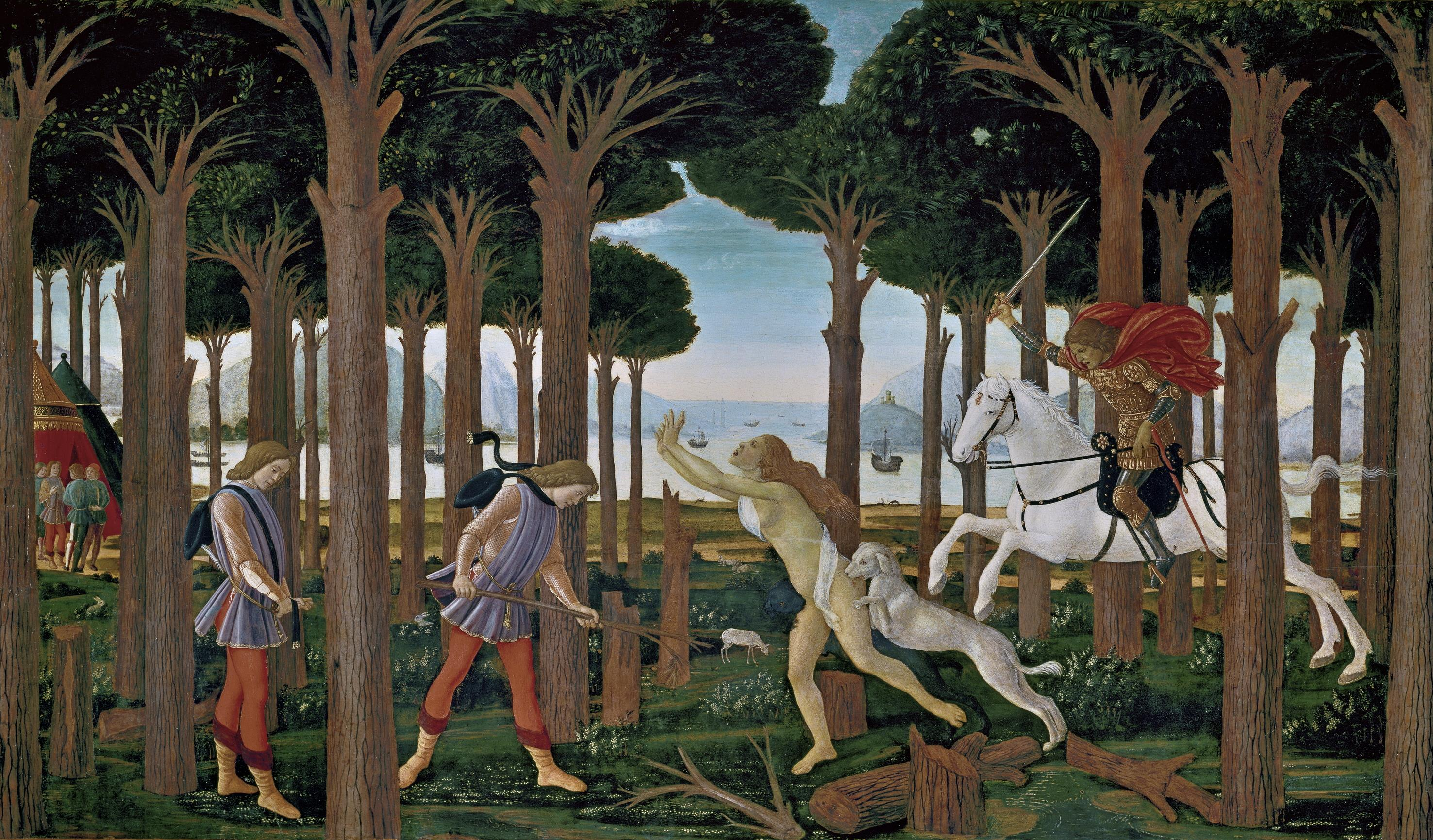
La novella di Nastagio degli Onesti, dipinta da Sandro Botticelli

L'uomo si definisce in base a queste due forze: una esterna, la Fortuna (che lo condiziona, ma che può volgere a proprio favore), l'altra interna, la Natura, con istinti e appetiti che deve riconoscere con intelligenza. La Fortuna nelle novelle appare spesso come evento inaspettato che sconvolge le vicende, mentre la Natura si presenta come forza primordiale la cui espressione prima è l'Amore come sentimento invincibile che domina insieme l'anima e i sensi, che sa ugualmente essere pienezza gioiosa di vita e di morte.
L'amore per Boccaccio è una forza insopprimibile, motivo di diletto, ma anche di dolore, che agisce nei più diversi strati sociali e per questo spesso si scontra con pregiudizi culturali e di costume. La virtù in questo contesto non è mortificazione dell'istinto, bensì capacità di appagare e dominare gli impulsi naturali. Nel Decameron il tema della follia compare a più riprese e si intreccia con altre tematiche, come quella della beffa e quella della follia per amore, per la quale uno dei due amanti giunge fino alla morte. Durante tutta la IV giornata vengono narrate novelle che trattano di amori che ebbero infelice fine: si tratta di storie in cui la morte di uno degli amanti è inevitabile perché le leggi della Fortuna trionfano su quelle naturali dell'Amore. All'interno della giornata, le novelle 3, 4 e 5 rappresentano un trittico che illustra in modi diversi l'amore come follia. L'elemento che le accomuna è la presenza della Fortuna coniugata come diversità di condizione sociale: prevale infatti la tematica dell'amore che travalica le leggi della casta e del matrimonio, che diventa una follia sociale e motivo di scandalo.
Un esempio è costituito dalla 5ª novella della IV giornata, ovvero la storia di Lisabetta da Messina e il vaso di basilico. In questa novella si sviluppa il contrasto Amore/Fortuna: Lorenzo è un semplice garzone di bottega, bello e gentile, con tutte le qualità cortesi per suscitare l'amore; Lisabetta, che appartiene a una famiglia di mercanti originaria di San Gimignano, incarna l'energia eroica di chi resiste all'avversa fortuna solo con la forza del silenzio e del pianto; i tre fratelli sono i garanti dell'onore della famiglia, non tollerano la relazione della sorella con qualcuno di rango inferiore. Sono costretti ad intervenire per riportare le cose in ordine e per ristabilire l'equilibrio sovvertito dalla pazzia amorosa di Lisabetta.
Lisabetta è un esempio di amore dagli aspetti tragici ed elegiaci e nell'opera di Boccaccio sono presenti altre figure femminili tragiche in cui lo scrittore vede realizzarsi pienezza di vita ed intelligenza che egli chiama "grandezza d'animo".
Ad esempio si possono menzionare la moglie di Guglielmo Rossiglione (IV, 9), la quale, costretta dal marito a mangiare il cuore del suo amante, si toglie la vita gettandosi da una finestra del castello, oppure Ghismonda di Salerno (IV, 1) che, uccisole dal padre il giovane valletto di cui si era innamorata, si suicida stoicamente. Boccaccio affronta il tema dell'Amore mostrando con perfezione il gioco degli istinti e dei sentimenti, senza compiacimenti per la materia sessuale, fornendo invece esempi in cui l'Amore cozza contro il Caso o le leggi delle convenzioni sociali. 

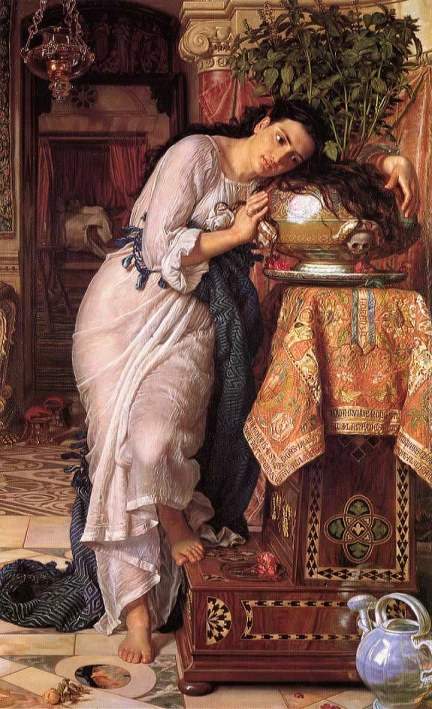
Lisabetta piange la testa del suo amato Lorenzo nel vaso

Mentre per Dante la Fortuna è una intelligenza angelica che agisce nell'àmbito di un progetto divino (Inferno - Canto settimo, 76-96), la Fortuna presente nel Decameron è il "caso". L'opera boccacciana non è ascetica ma laica, svincolata dal teocentrismo che invece sta alla base della Divina Commedia di Dante e della mentalità medievale della quale il Decameron rappresenta l'"autunno". L'Ingegno umano è un altro motivo ricorrente. Troviamo il gusto della beffa (Chichibio, VI, 4), la spregiudicatezza empia di Ciappelletto (I, 1), la dabbenaggine di Andreuccio da Perugia (II, 5) e Calandrino, l'arguzia e l'imbroglio (Frate Cipolla, VI, 10), gli aspetti maliziosi e ridanciani (racconto delle monache e della badessa, novella del giudice marchigiano beffato).
Incontriamo anche l'arguzia gentile di Cisti fornaio (VI, 2), l'intelligenza pronta di Melchisedech (I, 3) e l'ingegno di Giotto (VI, 5), la signorilità venata di arguzia e di bizzarria del brigante Ghino di Tacco (X, 2). Due giornate sono consacrate ai motti, cioè alla prontezza dello spirito, quattro sono dedicate alle astuzie di ogni genere, volte a conquistare l'amore o a vendicarlo o a beffare l'intelligenza altrui, o, soprattutto, a trarsi d'impaccio, mediante l'immediata intuizione, dalle situazioni più difficili e strane.
L'opera presenta una duplice "anima". La prima è realistica, riflette la mentalità e la cultura della classe borghese-mercantile (Vittore Branca ha definito l'opera di Boccaccio "epopea mercantile").
La seconda è aristocratica ed in essa sono presenti le virtù cavalleresche proprie dell'aristocrazia feudale, del mondo cortese-cavalleresco: cortesia, magnanimità, munificenza, lealtà, virtù umana fino al sacrificio (novelle della decima giornata; novella di Federigo degli Alberighi). Federigo degli Alberighi (V, 9) è un insigne esempio di dignità cavalleresca, mentre tra le novelle dell'ultima giornata emergono la magnanima cortesia di Natan (X, 3), la saggezza malinconica di re Carlo (X, 6), la virtù di Griselda (X; 10). Scrive Vittore Branca: " È un'epopea (cioè un'interpretazione al di là degli eventi) di quell'età in cui la vita cavalleresca e feudale si incontrava splendidamente con quella pulsante e fervida delle compagnie e delle arti e la grandiosa architettura dell'impero andava mirabilmente frangendosi nel molteplice e ricco mosaico dei regni, dei principati, dei comuni. [....] Accanto al mondo solenne e dorato dei re e dei cavalieri, il Boccaccio pone senza alcuna esitazione la società operosa e avventurosa degli uomini della sua età".
È scomparso il Medioevo mistico e idealizzante e al suo posto è presente la vita terrena riscoperta con un senso di gioia e di prorompente vitalità, un intenso interesse per tutte quelle manifestazioni che legano l'uomo all'esistenza, intesa non solo sotto il profilo materiale ma anche spirituale, pur nell'assenza di preoccupazioni morali e religiose. Il Decameron si conclude con una giornata in cui domina appunto il motivo della virtù, seguendo quindi una parabola morale ascendente secondo lo schema della poetica medievale. Si tratta di un percorso riscontrabile anche nella Commedia di Dante e nel Canzoniere di Petrarca, dove però è presente il motivo religioso e teologico che invece manca nelle virtù terrene del laico Boccaccio. Nella Commedia dantesca si va dalla condizione di peccato alla beatitudine celeste, nel Canzoniere dall'idea di peccato e di traviamento del primo sonetto alla conclusiva canzone alla Vergine (Vergine bella).
Oltre ai temi principali esposti ampiamente nell'opera, è possibile distinguere anche altri contenuti, meno argomentati, ma non per tale motivo da considerarsi di poco conto. Uno di questi è il tema dell'individualità. Con questo termine si indica il complesso di qualità che caratterizza l'individuo e lo distingue dagli altri membri della stessa società, in quanto capace di agire e di pensare secondo modalità proprie e non conformate alle altrui. Infatti nelle varie novelle c'è spesso una figura di riferimento che sembra assumere un ruolo primario nella svolta della vicenda; essa contribuisce, attraverso i propri sentimenti, azioni, impulsi, ragionamenti, a modificare la scena. Inoltre tale personaggio è pronto alle conseguenze derivanti dai propri comportamenti, delle quali si assume, seppur con qualche eccezione, la piena responsabilità.
Le sue decisioni, sbagliate o giuste che siano, spesso si estendono alla folla, che, in contrapposizione, si rivela essere facilmente adulabile dall'individuo singolo. La “massa” non detiene, infatti, capacità di decisione propria nei vari ambiti, accetta semplicemente ciò che è proposto per quanto assurdo possa sembrare; assiste talvolta alle scelte della figura di riferimento senza però esprimere la propria idea. Boccaccio sembra configurare gli appartenenti ai gruppi sociali più elevati nella veste di personaggio individuale, mentre identifica la classe contadina nella folla priva di carattere. Diversi sono gli esempi inerenti a tale affermazione:
- in Ser Ciappelletto (giornata I, novella 1) il protagonista della vicenda assume su di sé le responsabilità per le proprie azioni blasfeme condotte nei confronti della Chiesa cattolica; pur senza essere costretto a compierle, decide di eseguirle. Ciò deriva dal desiderio di “espiare” i propri peccati in punto di morte al fine di non recare danno alla reputazione dei mercanti fiorentini suoi ospitanti, per una ragione, più che religiosa, di favore tra classi sociali congrue;
- in Federigo degli Alberighi (giornata V, novella 9) il personaggio principale rinuncia a tutti i propri averi, anche al simbolo della nobiltà, al fine di conquistare la donna da lui amata. Tali comportamenti andranno a intrecciarsi con i valori appartenenti al ceto aristocratico, quali la dignità e il vizio dello sperpero, e alla mentalità della borghesia nascente, incentrata sull'ascesa economica e sociale;
- nella Badessa e le brache del prete (giornata IX, novella 2) le due donne protagoniste della novella agiscono in modo proprio, senza seguire le regole e il pudore imposto dalla comunità. Nonostante questa caratteristica comune, le due procedono per vie differenti: infatti, Isabetta non nega le proprie colpe una volta scoperta, mentre la badessa, non accorgendosi di avere come copricapo un indumento del prete con il quale si era intrattenuta sessualmente e pensando quindi di non essere stata scoperta nel proprio peccato, ammonisce con ipocrisia la monaca colpevole delle sue stesse colpe. A dispetto di ciò, rimane tuttavia l'autonoma decisione nel tradire il voto di castità. Anche in questo caso la novella unisce altre tematiche, quali l'ipocrisia ecclesiastica;
- in contrapposizione ai personaggi principali si oppone la folla intesa come gruppo omogeneo, con un'ideologia la quale non è discussa e argomentata dagli appartenenti stessi. Infatti, nella novella Ser Ciappelletto si può notare come sia facile che la “massa” accetti di buon grado anche una santificazione prematura e infondata;
- nella medesima novella, vi è anche la rappresentazione di un personaggio che rimanda a una categoria più vasta, come nel caso del frate che allude al clero. Tale personaggio è facilmente raggirato da ser Ciappelletto, a simboleggiare un'assoluta mancanza di parametri razionali in un atto così sacro come quello della santificazione; questo grave errore commesso dal frate raffigura l'incapacità dello stesso nel prendere decisioni secondo criteri propri e non seguendo quelli accordati dal mondo ecclesiastico.

Vari aspetti del Decameron anticipano l'Umanesimo quattrocentesco: l'interesse per l'uomo e la vita sociale; l'esaltazione dell'intelligenza e di altre doti umane; l'amore considerato come sentimento naturale; la natura rappresentata come luogo di pace e serenità.

### Le fonti delDecameron
La struttura del Decameron affonda le sue radici in tradizioni lontane: il ricorso alla cornice narrativa era tipico della novellistica orientale e araba; l'idea di una brigata di dieci persone che conversa dopo pranzo per alcuni giorni è già nei Saturnalia di Macrobio; storie di varie avventure, talora oscene, sono nel filone greco e poi latino delle Satire menippee che influenza - è questa un'altra fonte sicura di Boccaccio - le Metamorfosi di Apuleio, opera in cui compare anche il tema del novellare in una situazione di pericolo, di fronte alla morte.
Come repertorio tematico delle varie novelle Boccaccio ha utilizzato poi numerose fonti medievali: i fabliaux, i lais, i cantari dei giullari, le raccolte di exempla, le vidas dei trovatori, le commedie elegìache in latino, le fiabe orientali. Egli riprende talora lo stesso materiale del Novellino e qualche volta le novelle stesse di questa raccolta. D'altra parte, il Novellino costituisce il primo serio tentativo di affermazione della novellistica prima del Decameron, ed è naturale che Boccaccio lo tenesse costantemente presente; ma nel Decameron siamo ormai al di là delle strutture narrative, ancora gracili e approssimative, di questo libro.

### La lingua delDecameron
Alla multiforme varietà degli ambienti, dei personaggi e dei luoghi si adegua la lingua usata da Boccaccio in quest'opera. Il periodare è talvolta ampio e solenne, ricco di subordinate, di incisi, di inversioni e costrutti latineggianti; altre volte è invece più rapido. Il lessico varia da una scelta aulica ed elegante, a un dire pittoresco e gergale.

### Le tecniche narrative
Esistono nel Decameron tre livelli di narrazione: Boccaccio, l'autore, è un narratore onnisciente di primo livello. I narratori delle novelle sono quelli di secondo livello, mentre i protagonisti delle novelle che raccontano a loro volta una storia (es. Melchisedech) sono i narratori di terzo livello.
Nell'opera in genere fabula ed intreccio coincidono, ma non mancano le analessi. Per ciò che concerne il tempo della storia ed il tempo del racconto, frequente è il ricorso ad accelerazioni effettuate con sommari od ellissi, oppure a rallentamenti risultanti da digressioni o pause descrittive.

### La censura

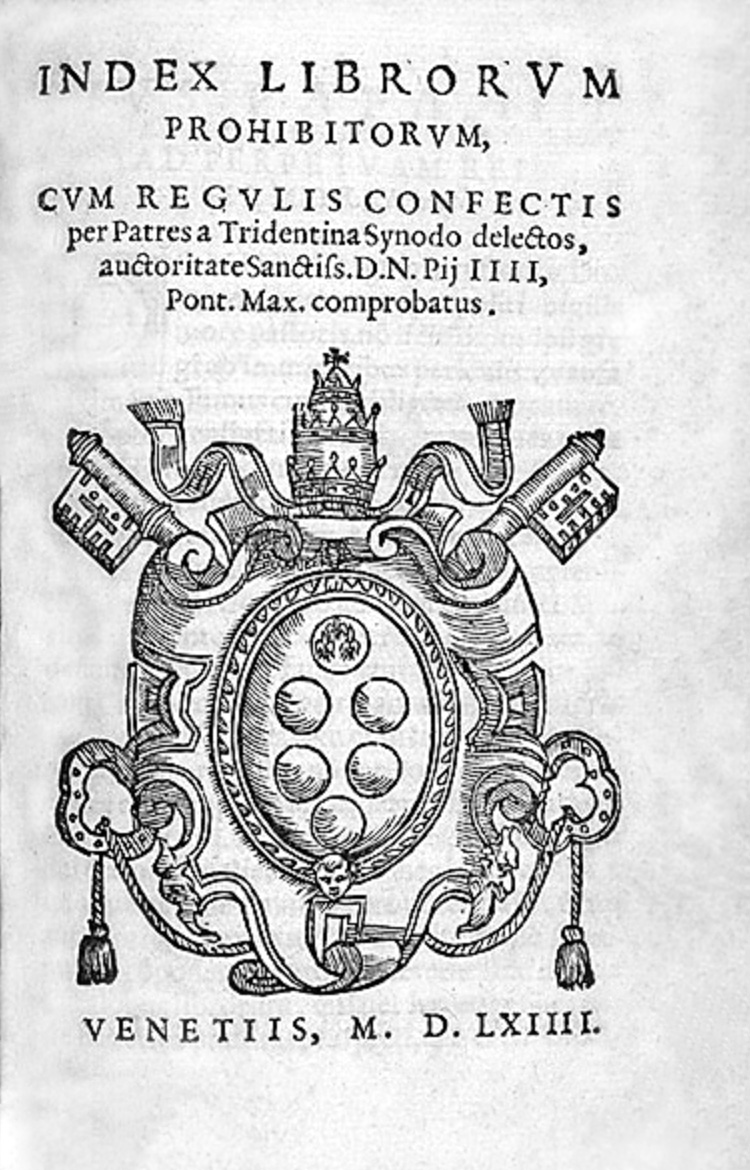
L'Indice dei libri proibiti

A partire dalla metà del XVI secolo il sistema di controllo delle scritture andò organizzandosi e istituzionalizzandosi per poter far fronte alla lotta contro l'eresia. Fu così istituito L'Indice dei libri proibiti voluto da Papa Paolo IV Carafa nel 1559 come "filtro" per poter fronteggiare le accuse, anche se velate, degli scrittori del tempo. L'ordine da Roma era tassativo: «...Per niun modo si parli in male o scandalo de' preti, frati, abbati, abbadesse, monaci, monache, piovani, provosti, vescovi, o altre cose sacre, ma si mutino lj nomi; o si faccia per altro modo che parrà meglio».
Il Decameron apparve nell'Indice dei libri proibiti alla lettera B nel seguente modo:
(Indice dei libri proibiti)
Nel 1573 l'Inquisizione commissionò a degli esperti fiorentini, i Deputati, il compito di "sistemare" il testo fiorentino per eccellenza. Non esiste accordo sull'identità dei Deputati alla revisione del Decameron, ma le ipotesi plausibili sembrano essere due. La prima considera tre componenti: Vincenzo Borghini, Pierfrancesco Cambi, Sebastiano Antinori. La seconda ne considera quattro: Vincenzo Borghini, Sebastiano Antinori, Agnolo Guicciardini e Antonio Benivieni. Tra i membri del gruppo emerge Vincenzo Borghini, riconosciuto come il vero promotore della censura del Decameron. Essi, ricevuto dalla Chiesa di Roma il Decameron segnato nei passi da modificarsi, procedettero con armi diverse, con ragioni culturali, tradizionali, filologiche e retoriche alla difesa del Decameron, tentando di salvare il salvabile.
Quindi alla Chiesa di Roma spettò direttamente la censura vera e propria, mentre la specializzazione linguistica e filologica spettò ai Deputati. Il 2 maggio 1572 tornò a Firenze la copia ufficiale autorizzata dall'Inquisitore di Roma per la stampa, ma solo il 17 agosto 1573 il testo venne stampato. L'anno successivo il testo dell'opera ridotta fu accompagnato da Le Annotazioni di discorsi sopra alcuni luoghi del Decameron, una raccolta di considerazioni linguistiche e filologiche che cercavano di giustificare le scelte fatte durante le singole fasi della rassettatura. Il Decameron dei Deputati si ritrovò poco dopo proibito dalla stessa Inquisizione, e conobbe perciò solo un'edizione.
Il Decameron conobbe nel 1582 un'altra edizione curata da Leonardo Salviati. Sembra che sia stato lo stesso Salviati che, tramite il suo protettore Jacopo Buoncompagni, spinse la curia romana a chiedere una nuova censura del Decameron. Infondata è l'ipotesi avanzata, secondo cui la nuova rassettatura si sarebbe resa necessaria perché i Deputati avrebbero rivelato una certa trascuratezza sul terreno della morale, soprattutto sessuale, lasciando insomma troppo correre sulla lascivia del testo.
In realtà il Decameron di Salviati, piuttosto che una vera e propria edizione fondata sui risultati di ricerche originali, appare una correzione dell'edizione precedente. Ne deriva che mentre i Deputati di Borghini si limitarono a tagliare, Salviati modificò, o più precisamente, che mentre i primi intervennero sul testo, il secondo censurò anche la lettura, facendo ricorso a glosse marginali, per svolgere apertamente una funzione di mediazione fra il testo e il lettore, per dare un'interpretazione univoca.
L'operazione di Salviati risparmiò 48 novelle, mentre ne modificò 52.

## Adattamenti cinematografici

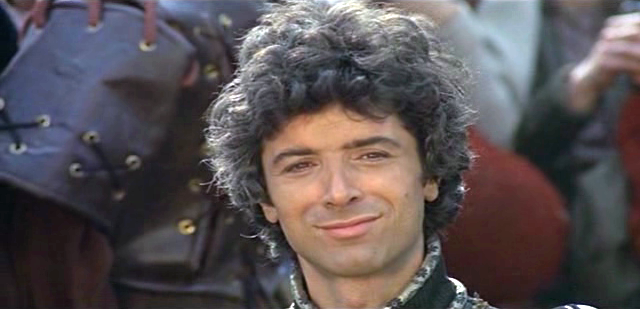
Una scena del film, tratto dal "Decameron", Quando le donne si chiamavano madonne

Le novelle facenti parti del Decameron sono state più volte riprese in opere cinematografiche; il primo adattamento, Il Decamerone, risale al 1912.
Il Decameron, film di Pier Paolo Pasolini, con Franco Citti e Ninetto Davoli, presenta dieci novelle da giornate diverse ed è uscito nel 1971. Il film riscosse notevole successo e, per cavalcarne l'onda della fama, negli anni '70 furono prodotte varie pellicole simili, molte delle quali però non erano altro che film di serie B, girate a basso costo e con scene goliardiche, comiche ed erotiche, iscritte in un vero e proprio sottogenere apposito, detto "decamerotico". Si ricordano titoli come Decameron proibitissimo (Boccaccio mio statte zitto), Decamerone '300 e Le calde notti del Decameron.
Del 1972 è Il Decamerone proibito, diretto da Carlo Infascelli e interpretato, fra gli altri, da Orchidea De Santis, che rielabora le vicende dei giovani protagonisti. Fra i film che inventano nuove storie sullo stile del Boccaccio, troviamo Decameron nº 2 - Le altre novelle del Boccaccio, che inventa ben sei "novelle" seguendo le trame di Giovanni Boccaccio.
Del 2007 è la commedia romantica statunitense Decameron Pie, girato fra Italia (Siena e San Gimignano) e Stati Uniti da David Leland:  narra la storia di Pampinea, promessa sposa a un conte e voluta come moglie da Gerbino de la Ratta. Il film è interpretato da Mischa Barton, Hayden Christensen, Katy Louise Saunders ed Elisabetta Canalis e anche tale genere è considerato parodistico e decamerotico.
Nel 2015 esce nelle sale Maraviglioso Boccaccio, mentre nel 2019 viene distribuito il film statunitense The Little Hours, liberamente ispirato alla prima e alla seconda novella della terza giornata.
Nel 2024 approda su Netflix un adattamento intitolato "The Decameron".

### IlDecamerondi Pasolini

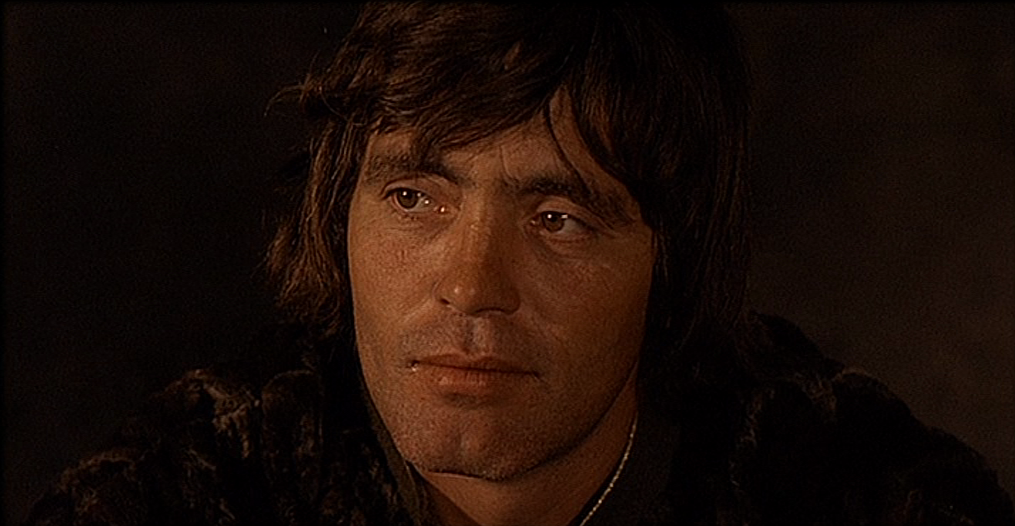
Franco Citti interpreta ser Ciappelletto da Prato in una scena de Il Decameron di Pasolini

Nel 1971 il regista, attore, scrittore e poeta Pier Paolo Pasolini diede vita ad un progetto che verrà chiamato "trilogia della vita" e comprenderà, oltre a questo film, anche la prima trasposizione cinematografica italiana dell'opera di Geoffrey Chaucer: I racconti di Canterbury del 1972 (dall'omonima raccolta inglese, strutturata in modo simile al Decameron) e Il fiore delle Mille e una notte del 1974 (dalla raccolta di storie popolari arabe Le mille e una notte). Con queste pellicole, Pasolini intende innanzitutto porre sopra un piedistallo ferreo la bellezza assoluta dell'amore ed esaltare tutti i massimi piaceri della vita, che, essendo genuini e naturali, non hanno bisogno di alcun freno.
In secondo luogo Pasolini, scegliendo giovani attori, per lo più provenienti "dalla strada" e dalle borgate romane, intende denunciare gli aspetti seri e chiusi della borghesia italiana degli anni settanta, che condannava molti elementi della vita comune e del sesso. Con questo primo film, Pasolini attacca direttamente tali principi, e, volendo comunicare allo spettatore l'innocenza di ciò che compie l'uomo durante l'amplesso, inscena delle novelle scritte secoli prima da autori laici e preumanisti come Boccaccio o Chaucer.
All'epoca fece molto scandalo la presenza di alcune scene di nudo maschile e femminile, ma ciò faceva appunto parte del gioco compositivo di Pasolini di esaltazione dei piaceri dell'uomo e della naturalezza di tali gesti. La collocazione delle storie, che si svolgono una dopo l'altra senza che vi sia un prologo con dei novellatori, tranne che nel secondo tempo in cui compare un pittore allievo di Giotto (interpretato dallo stesso Pasolini) il quale, dipingendo un affresco di una cattedrale, mette a confronto e racconta l'altro ciclo di novelle, è a Napoli nel XIV secolo. Pasolini, anziché i territori originali della Toscana e di Firenze, scelse questa città perché fu una delle prime in cui Boccaccio si recò giovanissimo e diede vita alle sue prime opere e anche perché, secondo il regista, la città era una delle poche rimasta incorrotta e integra nella sua cultura attraverso i secoli.

## Edizioni
- Decameron, S.n.t. (i.e. Napoli, tipografo del Terentius, 1470?) (editio princeps, la cosiddetta Deo gratias)[13].
- Decameron, Impresso in Venetia, per Giovanni & Gregorio de Gregorii fratelli, MCCCCLXXXXII ad di XX de giugno. URL consultato il 1º aprile 2015.
- Il Decamerone, nuovamente corretto et con diligentia stampato, Impresso in Firenze per li heredi di philippo di Giunta nell'anno del Signore M.D.XXVII Adi xiii del Mese daprile.[14]
- Il Decameron, ricorretto in Roma et emendato secondo l'ordine del sacro Conc. di Trento et riscontrato in Firenze con testi antichi & alla sua vera lezione ridotto da' deputati di loro alt. ser., nuovamente stampato, In Fiorenza, nella stamperia de i Giunti, 1573.

### Edizioni moderne
- Il Decameron, a cura di Aldo Francesco Massera, 2 voll., Collezione Scrittori d'Italia nn.97-98, Bari, G. Laterza, 1927.
- Il Decameron, a cura di Giuseppe Petronio, Collezione I Millenni n.8, Torino, Einaudi, 1949; nuova ed. con un saggio di Erich Auerbach, Einaudi, 1966.
- Il Decameron, nuova ed. a cura di Charles S. Singleton, 2 voll., Collezione Scrittori d'Italia nn.97-98, Bari, G. Laterza, 1955.
- Decameron, a cura di Natalino Sapegno, 2 voll., Collezione Classici Italiani n.13, Torino, UTET, 1956, 1988, 2003-2012 (fuori commercio); Milano, Fabbri Editori; Milano, TEA.
- Decameron, a cura di Mario Marti, Collana Classici Rizzoli, Milano, Rizzoli, febbraio 1958. - 2 voll., con 112 xilografie tratte dall'edizione veneziana del 1492, Introduzione di M. Marti (1974), Note di Elena Ceva Valla (1950), Collana BUR n. L2, Rizzoli, maggio 1974.
- Decameron, a cura di Remo Ceserani, 2 voll., Novara, De Agostini, 1958. - Milano-Novara, Edizioni per il Club del Libro, 1958.
- Decameron, a cura di Cesare Segre, Collezione I Classici Italiani n.3, Milano, Mursia, 1963.
- Il Decameron, a cura di Carlo Salinari, 2 voll., Collana Universale Laterza nn.26-27, Bari, Laterza, 1966.
- Decameron, a cura di Enzo Quaglio, Collana I grandi libri, Milano, Garzanti, 1974.
- Decameron, a cura di Vittore Branca, Collezione Classici Italiani, Milano, Mondadori, 1976. - Collana I Meridiani, Mondadori, giugno 1985; 2 voll., Collana Oscar Classici, Mondadori, marzo 1989; Collana Meridiani Collezione n.59, Mondadori, 2006.
- Decameron, a cura di Vittore Branca, Edizione critica secondo l'Autografo Hamiltoniano, Collezione Scrittori Italiani e Testi antichi, Firenze, L'Accademia della Crusca, 1976. - Torino, Einaudi, 1992.
- Il Decameron, a cura di Aldo Rossi, Bologna, Cappelli, 1977.

- Decameron, a cura di Vittore Branca, Collana NUE n.169, Torino, Einaudi, 1980, VI ed. riveduta e corretta, aggiornata nelle bibliografie al 1991, ISBN 978-88-061-2823-4. - nuova ed. riveduta e aggiornata, 2 voll., Collana Einaudi Tascabili. Classici n.99, Einaudi, 1992, ISBN 978-88-061-2981-1.
- Decameron, a cura di Romualdo Marrone, Roma, Newton Compton, 1995.
- Decameron, a cura di Amedeo Quondam, Massimo Fiorillo e Giancarlo Alfano, Collana BUR Classici, Milano, Rizzoli, 2013.
- Decameron, a cura di Marco Veglia, Collana UEF. I Classici, Milano, Feltrinelli, 2020, ISBN 978-88-079-0364-9.

## Traduzioni

### Versioni in italiano moderno
- Ettore Fabietti, Il Decamerone di Giovanni Boccaccio, tradotto in lingua italiana moderna ad uso del popolo, Firenze, Nerbini, 1906.
- Il Decamerone, Edizione integrale con testo a fronte in italiano moderno, 3 voll., Milano, Edizioni DCM, 1966.
- Aldo Busi, Decamerone da un italiano all'altro, 2 voll., Milano, Rizzoli, 1990-91; Il Decamerone di Giovanni Boccaccio, Versione in italiano moderno, Milano, BUR, 1999; Aldo Busi riscrive il «Decamerone» di Giovanni Boccaccio, Milano, BUR, 2004.[15]
- Luciano Corona, Decameron di Boccaccio. Riscrittura integrale in italiano moderno, Roma, Fermento, 2006. - Nuova ed., Fermento, 2021, ISBN 978-88-699-7485-4.
- Pasquale Buonomo, Il Decamerone secondo la nostra lingua, Collana Gli Speciali, Roma, Albatros, 2018.
- Decamerone in italiano contemporaneo, a cura di Alberto Cristofori, Collana Oceani, Milano, La nave di Teseo, 2025, ISBN 978-88-346-2069-4.

#### Edizioni parziali
- Piero Chiara, Il Decameron raccontato in 10 novelle, Milano, Mondadori, 1984.
- Bianca Pitzorno, Dame, mercanti e cavalieri, Milano, Mondadori, 1991.
- Daniele Aristarco, Decameron in poche parole, San Dorligo della Valle (Trieste), Einaudi ragazzi, 2018.
- Decameron. Dieci novelle per dieci giorni, Trasposizione dell'italiano del '300 a cura di Salvatore Primiceri, Collana Miscellanee, Lussografica, 2021, ISBN 978-88-824-3514-1.

### Traduzioni in altre lingue
- (FR)  Le Décaméron, Traduction nouvelle de Jean Bourciez, Paris, Garnier, 1952.
- (DE)  Das Dekameron, Deutsch von Albert Wesselski, 2 voll., Frankfurt am Main, Insel, 1972.
- (ES)  Decamerón, Traducción de María Hernández Esteban, Madrid, Cátedra, 1998.
- (EN)  The Decameron, translated by Guido Waldman, Oxford, Oxford University Press, 1998.